# Ilex azuensis
Ilex azuensis är en järneksväxtart som beskrevs av Loesener. Ilex azuensis ingår i släktet järnekar, och familjen järneksväxter. Inga underarter finns listade i Catalogue of Life.